# بيل هدسون (لاعب هوكي جليد)
بيل هدسون (بالإنجليزية: Bill Hudson)‏ هو لاعب هوكي جليد أمريكي، ولد في 14 يوليو 1910 في كالغاري في كندا، وتوفي في 17 فبراير 1988.